# Piper huacapistanum
Piper huacapistanum är en pepparväxtart som beskrevs av William Trelease. Piper huacapistanum ingår i släktet Piper och familjen pepparväxter. Inga underarter finns listade i Catalogue of Life.